# Château de Bon-Hôtel
El Château de Bon-Hôtel es un castillo del siglo XIX situado en Ligny-le-Ribault, en el departamento de Loiret en la región Centre-Val de Loire.
Está situado al oeste de la ciudad, en la región natural de Sologne, en el extremo sur del estanque de Creux, a unos 105 metros de altitud.
Desde Ligny-le-Ribault, se puede acceder al castillo a través del camino de Saint-Laurent, ubicado cerca de la carretera departamental 19.

## Historia
Georges Dupré de Saint Maur, consejero general del cantón de La Ferté-Saint-Aubin y alcalde de Ligny-le-Ribault, lo hizo construir entre 1875 y 1882.
En 1923, el castillo, que en ese momento pertenecía a la familia Poniatowski, fue adquirido por el industrial suizo Henry Burrus.
Está incluido en el inventario de monumentos históricos desde el 3 septiembre de 1991.
El edificio fue diseñado inicialmente para ser un lugar de recepciones sociales y, más concretamente, un pabellón de caza.